# روزنامه سوسیالیست ورکر

مشت برافراشته به رنگ قرمز نماد گرایش انترناسیونال سوسیالیستی و سازمان انترناسیونال سوسیالیست است.

روزنامه سوسیالیست ورکر (به انگلیسی: Socialist Worker) نام چندین روزنامه است که سیاست‌های چپ تندرو را دنبال می‌کنند و در حال حاضر یا قبلاً با گرایش بین‌المللی سوسیالیستی (IST) مرتبط می‌باشد. سوسیالیست ورکر هفته‌نامه بود که از سال ۱۹۶۸ توسط حزب کارگران سوسیالیست (SWP) در بریتانیا منتشر می‌شد و یک ماهنامه دارد که توسط سوسیالیست‌های بین‌المللی در کانادا منتشر می‌شود. علاوه بر این یک وب‌سایت ماهانه (و روزانه) دارد که بین سال‌های ۱۹۷۷ تا ۲۰۱۹ توسط سازمان بین‌المللی سوسیالیست (ISO) در ایالات متحده آمریکا منتشر می‌شد و همچنین دو هفته‌نامه دیگر توسط حزب کارگران سوسیالیست در ایرلند منتشر می‌کنند. یک فصلنامه دارد که توسط سازمان سوسیالیست بین‌المللی در زیمبابوه و همچنین ماهنامه‌ای توسط سازمان بین‌المللی سوسیالیست سابق در استرالیا منتشر می‌شود. علاوه‌بر این سوسیالیست ورکر نام یک گروه سیاسی IST در نیوزیلند می‌باشد.

## انگلستان
اگرچه داده‌های فروش/تیراژ سوسیالیست ورکر در دسترس عموم نیست، جان مولینوکس تعداد تیراژ مقاله را در سال ۲۰۰۶ زیر ۸۰۰۰ تخمین زد. در آوریل ۲۰۱۳ در مقاله‌ای حاوی مصاحبه با جودیت اور ادعا شد که تیراژهای ویژه به "۱۰۰۰۰" عدد می‌رسد.

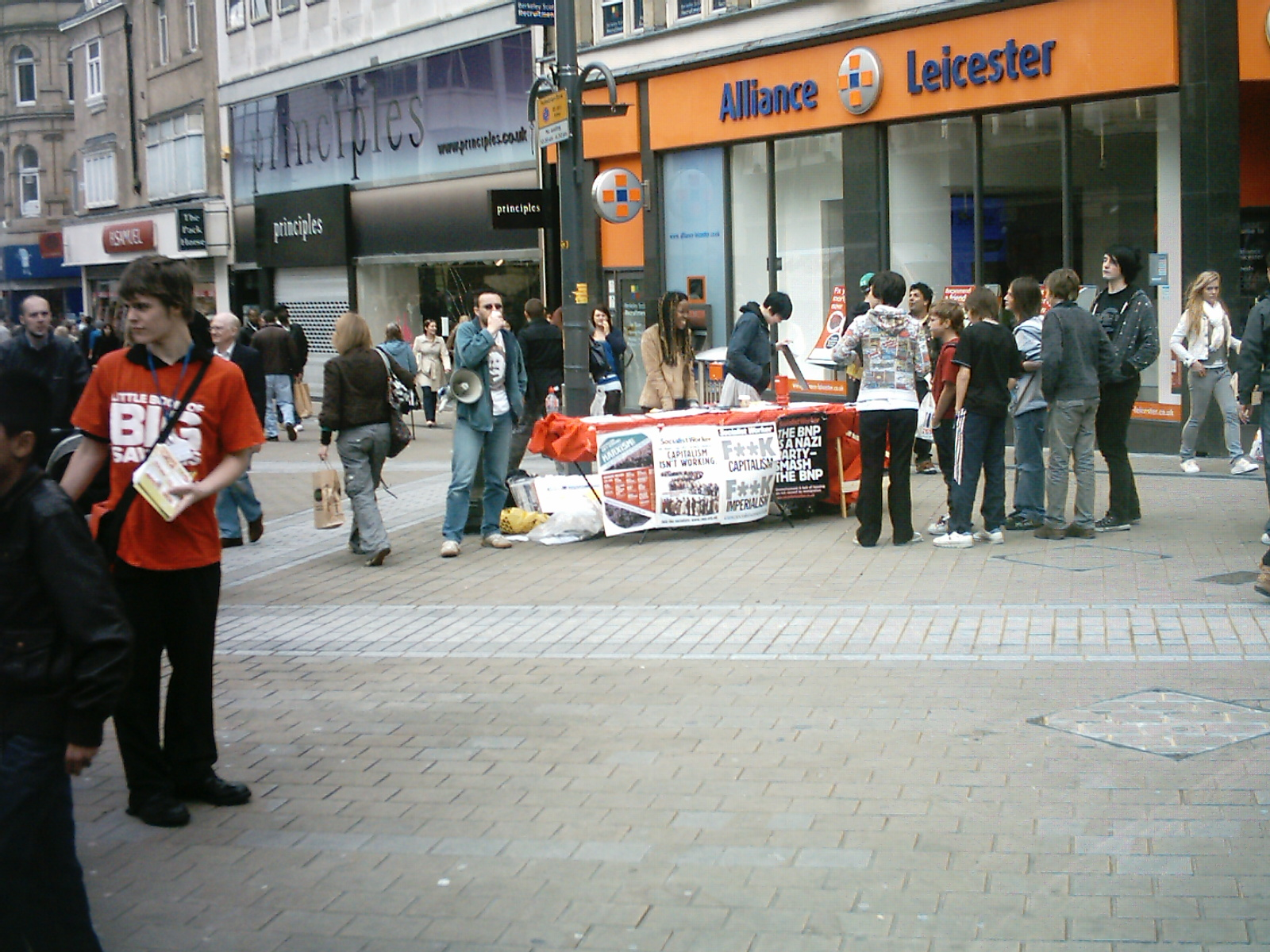
روزنامه سوسیالیست ورکر در سال ۲۰۰۹ در بریگیت در لیدز فروخته شد

شکل و قالب قدیمی، تیتر پس از حملات ۱۱ سپتامبر